# アムステルダム市営交通会社

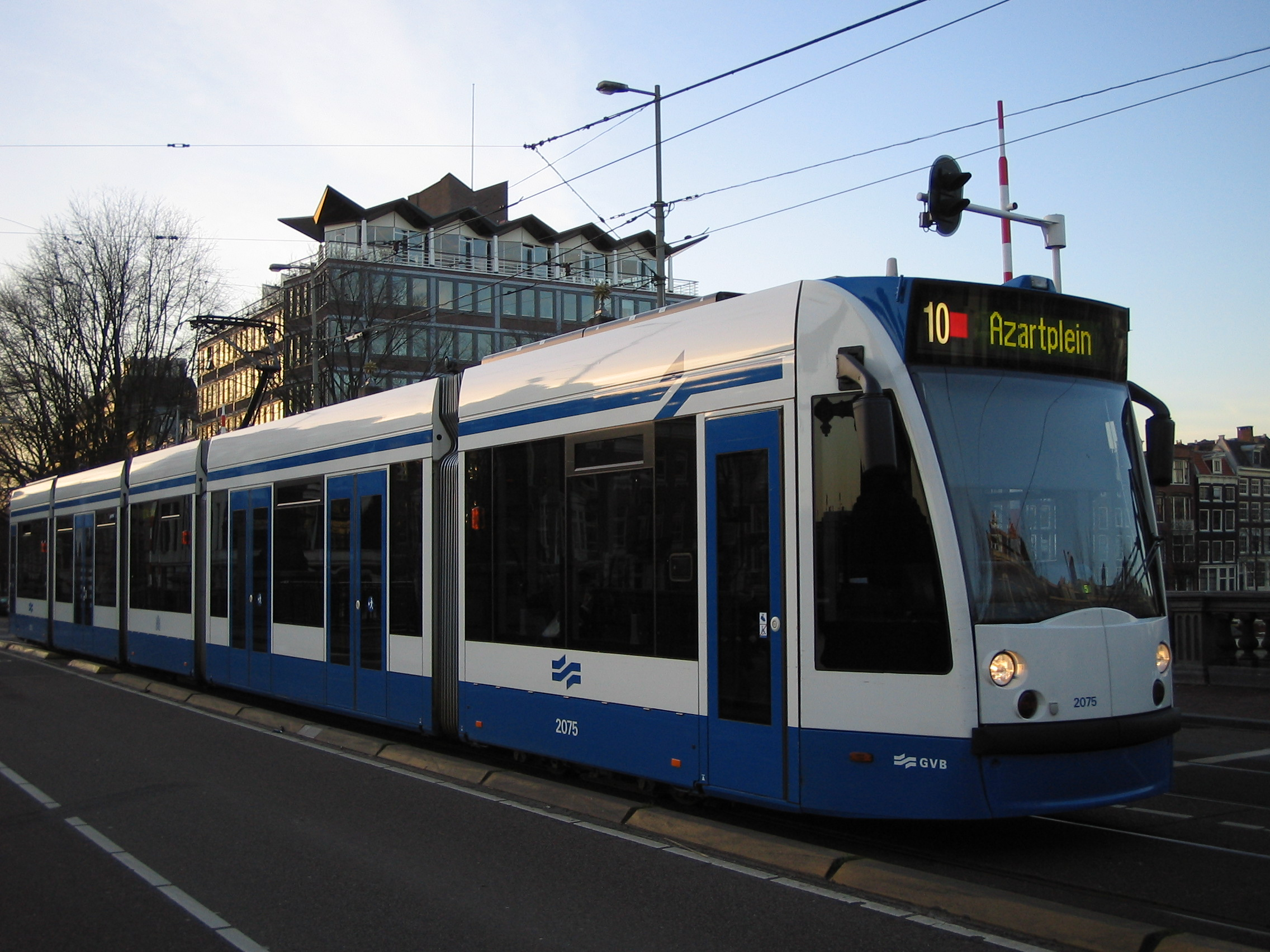
トラム

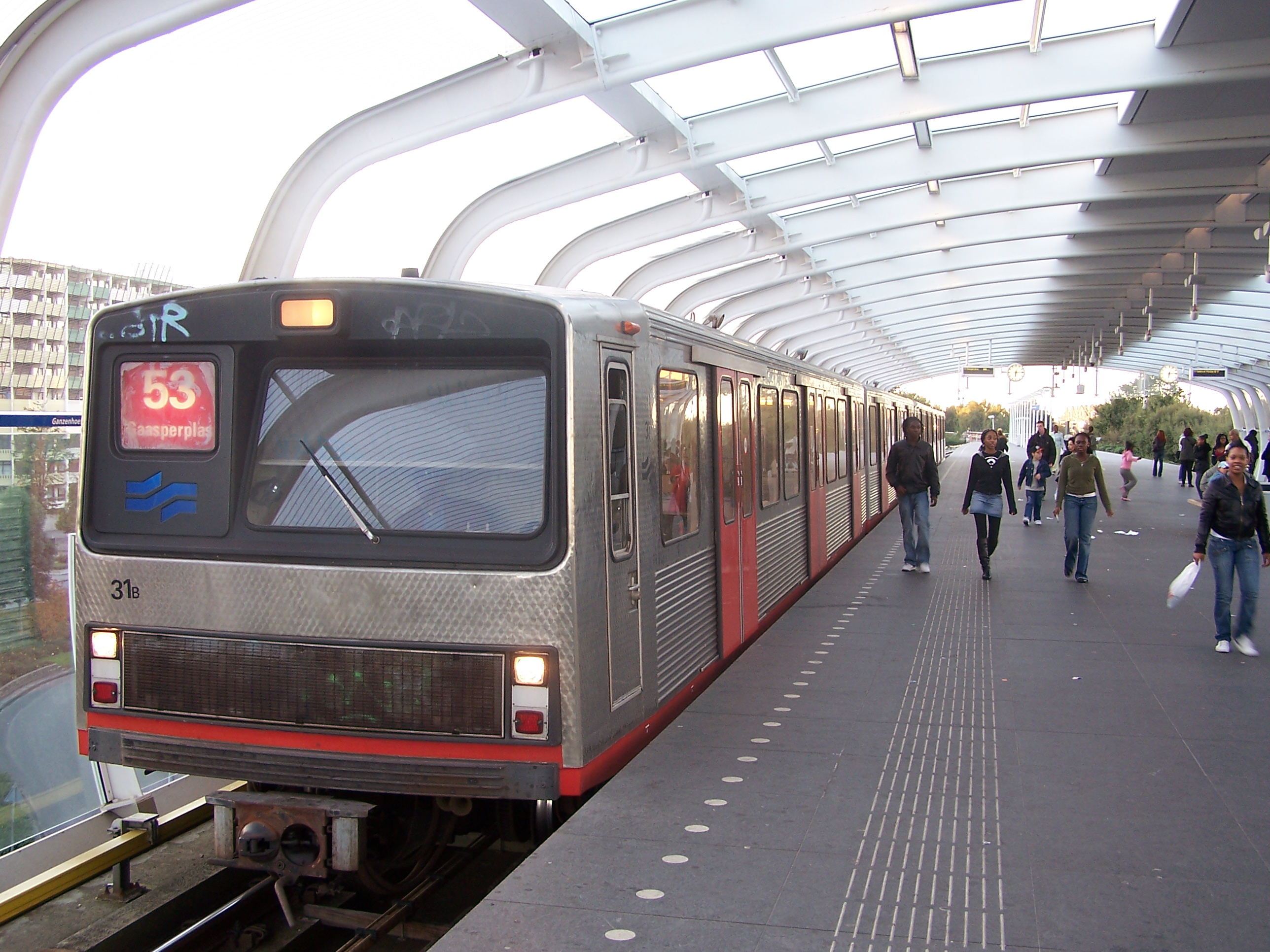
地下鉄（メトロ）

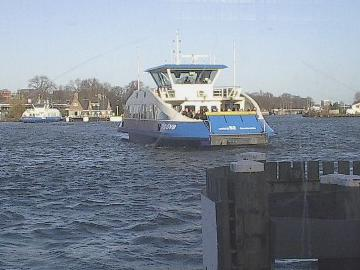
フェリー

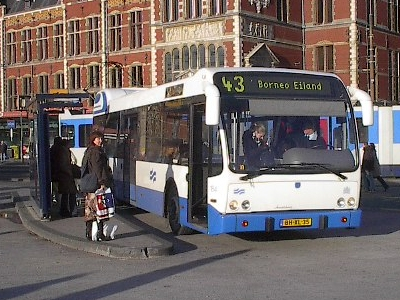
バス

アムステルダム市営交通会社（アムステルダムしえいこうつうがいしゃ、オランダ語：Gemeentevervoerbedrijf, GVB）は、オランダのアムステルダムで交通機関を運営する、アムステルダム市100%出資の企業。前身であるアムステルダム公営交通（Gemeentetram Amsterdam, GTA）が1900年に設立され、既存の民営トラムを買収して事業を開始した。1925年にはバス事業を開始し、1943年には現在の市営交通会社（GVB）に経営形態を変更した。1977年にはメトロ路線を開業している。

## 運営路線

### 地下鉄（メトロ）
現在5路線が営業中である。中央駅と郊外を結ぶ路線と、環状道路（Ring）沿いの路線が営業中である。（2019年8月現在）
- 50系統  Isolatorweg ～ Gein
- 51系統  中央駅(Centraal Station) ～ Isolatorweg
- 52系統  北駅(Noord) ～ 南駅(Station Zuid)
- 53系統  中央駅(Centraal Station) ～ Gaasperplas
- 54系統  中央駅(Centraal Station) ～ Gein

### トラム
現在14路線が営業中。主に市内中心部の交通を担っているが、一部路線は郊外まで延びている。
- 1,2,3,4,5,7,11,12,13,14,17,19,24,26 の各系統（2019年8月現在）

### フェリー
アイ湾  (Het Ij)  を横断するフェリー（運賃無料）を運航している。
- 900系統  Distelewgveer線  Distelweg ～ Pontsteiger
- 901系統  Buiksloterwegveer線  Buiksloterweg ～ 中央駅(Centraal Station)
- 902系統  Ijpleinveer線  Ijplein ～ 中央駅(Centraal Station)
- 903系統  Houthavenveer線  NDSM ～ Pontsteiger
- 905系統  Nachtelijk Westveer線  中央駅(Centraal Station) ～ NDSM ～ Pontsteiger ～ 中央駅(Centraal Station)  (深夜フェリー)
- 907系統  Buiksloterwegveer線  Buiksloterweg ～ 中央駅(Centraal Station)  (深夜フェリー)
- 915系統  Oostveer線  Azartplein ～ Zamenhofstraat

### バス
2019年8月現在35路線を運行している。

### 橋
市内の殆んどの可動橋（オランダ鉄道所轄や私有地・私有水路を除く）はGVBの管轄であり、水路交通管制も行っている。従って船舶の通航時に自転車に乗ってやってくる「跳ね橋のおじさん」はGVB職員である。

## 運賃
運賃収受方式は国内交通料金収受システムを採用しており、OV-Chipkaartやストリッペンカールトが利用可能。

## 窓口
乗客サービスのための窓口（店舗）を次の場所に設けている。窓口では各種切符類等を販売している。
- 中央駅、南駅、レリラーン駅、ビエルマー・アレナ駅およびWeesperplein駅